# ألبرت لامبرت
ألبرت لامبرت (بالفرنسية: Albert Lambert) (و. 1865 – 1941 م) هو ممثل، وممثل مسرحي، من فرنسا، ولد في روان، توفي في باريس، عن عمر يناهز 76 عاماً.

## مناصب
تولى منصب شريك في المسرح الوطني الفرنسي ‏.

## وصلات خارجية
- ألبرت لامبرت على موقع IMDb (الإنجليزية)
- ألبرت لامبرت على موقع قاعدة بيانات الفيلم (الإنجليزية)